# Los Barrios de Luna
Los Barrios de Luna ist eine Gemeinde (Municipio)  mit 294 Einwohnern (Stand: 2024) im nordwestlichen Zentral-Spanien in der Provinz León in der Autonomen Gemeinschaft Kastilien-León. Die Gemeinde besteht neben dem namensgebenden Hauptort Los Barrios de Luna aus den Ortschaften Irede de Luna, Mallo de Luna, Mora de Luna, Portilla de Luna, Sagüera de Luna und Vega de Caballeros.

## Geografie
Los Barrios de Luna liegt im nördlichen Teil der Provinz León und liegt an den Südhängen des Kantabrischen Gebirges am Río Luna, der hier zum Stausee Embalse de Los Barrios de Luna aufgestaut wird, in einer Höhe von 1030 m. Die Stadt León liegt etwa 38 Kilometer südsüdöstlich von Los Barrios de Luna. Durch die Gemeinde führt die Autopista AP-66.

## Bevölkerungsentwicklung
| Jahr        | 1900 | 1970 | 1981 | 1991 | 2001 | 2011 | 2021 |
| ----------- | ---- | ---- | ---- | ---- | ---- | ---- | ---- |
| Einwohner   | 2014 | 709  | 512  | 411  | 350  | 317  | 307  |
| Quelle: INE |      |      |      |      |      |      |      |

## Sehenswürdigkeiten
- Burgruine von Luna
- Kolumbakirche